# Frank P. Banta
Pour les articles homonymes, voir Frank Banta (homonymie) et Banta.
Frank P. Banta (29 mars 1870 - 30 novembre 1903) est un pianiste américain (new-yorkais) actif dans les années 1890 et 1900.

## Biographie
Banta naît à New York en 1870. Il est le fils de John William Banta et Frances Green Banta (Darrow). Il apprend à jouer du piano en travaillant comme accordeur de pianos et devient en 1893 le pianiste attitré de la New York Phonograph Company (une filiale de la North American Phonograph Company). En décembre de la même année, il dirige le "Banta's Parlor Orchestra" pour la North American Phonograph Company. En 1896, il enregistre en tant qu'accompagnateur au piano et en tant que chef du "Banta's Orchestra" pour Walcutt et Leeds. L'orchestre de Banta a enregistré 15 cylindres pour la Columbia Phonograph Company en 1896. La Chicago Talking Machine Company a également commercialisé des enregistrements de l'orchestre de Banta, bien que l'on ne sache pas si la Chicago Talking Machine Company les a enregistrés ou si elle a dupliqué des enregistrements effectués par une autre société.
Frank P. Banta a effectué l'essentiel de sa carrière d'enregistrement en tant que pianiste attitré de la Edison's National Phonograph Company. L'avis de décès publié dans le journal commercial de la société, Edison Phonograph Monthly, indiquait que « Ce sont ses mains qui ont joué les accompagnements au piano de plus de la moitié des disques du catalogue Edison ». Banta a également enregistré pour Edison un solo de sa propre composition, Violets (Edison Gold Moulded no 8394). Il  a enregistré trois faces pour la Victor Talking Machine Company en septembre 1903, un solo de piano (Hello! Ma Baby) et deux accompagnements pour le cornettiste Herbert L. Clarke.
Banta a été l'un des premiers à adopter et à promouvoir le ragtime, et ses accompagnements sont parmi les premiers exemples enregistrés de ce style. Il était également considéré comme véritable machine, capable de jouer les mêmes morceaux plusieurs fois, avant que la duplication de masse de disques ne soit disponible de manière fiable. En plus de son travail d'enregistrement, Banta a composé au moins 14 morceaux entre 1895 et 1903, principalement des solos de piano ragtime ou des chansons populaires, et a arrangé la célèbre "Laughing Song" popularisée par George W. Johnson (en).

### Famille et décès
Frank P. Banta était le père du pianiste un peu plus célèbre Frank Edgar Banta, qui a enregistré de manière prolifique entre 1916 et 1939, également pour Victor,. Frank P. Banta est mort à New York à l'âge de 33 ans après une longue période de santé précaire.

## Œuvres
- Wheelmen's Patrol (1895)
- Wheeling, Wheeling (or Love a Wheel) (1895)
- She's a Pretty Lass (1896)
- Olga: Waltzes (1897)
- On the Housatonic (1897)
- The Chaser: Two Step (1897)
- Say You'll Be Mine in a Year, Love (1897)
- Dancing on the Dock (1897)
- Ragged William: A Darkey's Idea of the William Tell Overture in Rag-time (1899)
- Kareless Koon (1899)
- Halimar: Oriental Rondo (1901)
- The Town Pump: Characteristic March (1902)
- Sonoma: Dance (1903)
- Dimpled Dolly Daisy Day (1903)